# Habib Selmi
Habib Selmi (arabe : الحبيب السالمي), né en 1951 à El Alâa, est un écrivain tunisien de langue arabe.

## Biographie
Il grandit dans un village sans électricité ni eau courante puis effectue ses études secondaires au célèbre Collège Sadiki de Tunis, où il obtient un baccalauréat en lettres. Il poursuit ses études supérieures en langue et littérature arabe à la faculté des lettres et sciences humaines de Tunis. Titulaire d'une maîtrise, il enseigne l'arabe pendant cinq ans dans des lycées tunisiens, avant de partir en France, où il poursuit ses études à la Sorbonne. En 1984, il quitte l'enseignement et entame une carrière de journaliste spécialisé dans les rubriques culturelles, notamment à Al Watan Al Arabi. En 1998, il est reçu au concours de l'agrégation. Depuis 1985, il vit à Paris, où il enseigne la langue arabe dans des classes préparatoires d'un lycée parisien.
Habib Selmi a publié onze romans et deux recueils de nouvelles.

## Publications

### Nouvelles en arabe
- Villes du migrateur, Tunis, 1977.
- Femme de quatre heures, Beyrouth, 1986.

### Romans en arabe
- (ar) جبل العنز [« Le mont des chèvres »], Beyrouth,‎ 1988.
- (ar) صورة بدوي ميت [« Portrait d'un bédouin mort »], Beyrouth,‎ 1990.
- (ar) متاهة الرمل [« Le labyrinthe du sable »], Beyrouth,‎ 1994.
- (ar) حفر دافئة [« Antres tièdes »], Beyrouth,‎ 1999.
- (ar) عشّاق بيَّة، [« Les amoureux de Bayya »], Beyrouth, Dar Al-Adab,‎ 2001.
- (ar) أسرار عبد الله، [« Les secrets d'Abdallah »], Beyrouth, Dar Al-Adab,‎ 2004.
- (ar) روائح ماري كلير [« Les odeurs de Marie-Claire »], Beyrouth, Dar Al-Adab,‎ 2008.
- (ar) نساء البساتين [« Les femmes d'El Bassatine »], Beyrouth, Dar Al-Adab,‎ 2010[2].
- (ar) الاشتياق إلى الجارة [« Désir de la femme d'à côté »], Beyrouth, Dar Al-Adab,‎ 2019.

### Livres traduits en français
- Le Mont-des-Chèvres  (trad. Yasmine Khlat), Arles, Actes Sud, coll. « Les Littératures contemporaines », 1999, 75 p. (ISBN 978-2-7427-2272-3).
- Les amoureux de Bayya  (trad. Yves Gonzalez-Quijano), Arles, Actes Sud, coll. « Les Littératures contemporaines », 2003, 154 p. (ISBN 978-2-7427-4258-5).
- La nuit de l'étranger  (trad. Evelyne Larguèche et Françoise Neyrod), Arles, Actes Sud, coll. « Mondes arabes », 2008, 189 p. (ISBN 978-2-7427-7545-3)[3],[4].
- Les humeurs de Marie-Claire  (trad. Françoise Neyrod), Arles, Actes Sud, coll. « Mondes arabes », 2011, 173 p. (ISBN 978-2-7427-9640-3).
- Souriez, vous êtes en Tunisie !  (trad. Françoise Neyrod), Arles, Actes Sud, coll. « Mondes arabes », 2013, 170 p. (ISBN 978-2-330-01994-5)[2].
- La nuit de noces de Si Béchir  (trad. Samia Naïm), Arles, Actes Sud, coll. « Mondes arabes », 2019, 197 p. (ISBN 978-2-330-12095-5)
- La voisine du cinquième  (trad. Stéphanie Dujols), Arles, Actes Sud, coll. « La Bibliothèque arabe », 2022, 208 p. (ISBN 978-2-330-16622-9).

### Livres traduits en anglais
- (en) The Scents of Marie-Claire  (trad. Fadwa Al Qasem), Londres, Arabia Books, 2010, 172 p. (ISBN 978-190-669-723-5).
- (en) The Scents of Marie-Claire  (trad. Fadwa Al Qasem), Le Caire, American University in Cairo Press (en), coll. « Modern Arabic literature », 2010, 172 p. (ISBN 978-977-416-358-6).

### Livres traduits en allemand
- (de) Bajjas Liebhaber  (trad. Regina Karachouli), Bâle, Lenos Verlag, 2006, 219 p. (ISBN 978-3-85787-374-4).
- (de) Meine Zeit mit Marie-Claire  (trad. Regina Karachouli), Bâle, Lenos Verlag, 2010 (réimpr. Bâle, Lenos Pocket, 2013), 246 p. (ISBN 978-3-85787-407-9).

## Prix littéraires
- Sélectionné pour le Prix International du roman arabe (IPAF), pour son roman Les humeurs de Marie-Claire, 2009[1].
- Sélectionné pour le Prix International du roman arabe (IPAF), pour son roman Les femmes de Bassatine, 2012[1].